# Metagonia debrasi
Metagonia debrasi là một loài nhện trong họ Pholcidae. Loài này được phát hiện ở Cuba.